# إينويشا : أفيكشن توشنج أكروس تايم
إينويشا : أفيكشن توشنج أكروس تايم أو مشاعر تتخطى الزمن هو الفيلم الأول من سلسلة أفلام إينوياشا عرض عام 2001

## قصة الفيلم
احداث الفلم حول أحد الشياطين الذي قاتله والد (إنيوشا) وحبسه منذ 200 عام ويدعى (مينومارو)، بعد ان تناثرت اجزاء (الجوهرة المقدَّسة) في العالم، تحرر (مينومارو) من الختم وعاد للعالم طالباً الانتقام الآن مع عودة (مينومارو) وأتباعه (هاري) و( روري) أصبح لـ انيوشا عدو جديد بغاية الخطورة إذ يتم الإستحواذ على (كاجومي) وتقف ضد انيوشا في معركة تحاول فيها قتله لكنها لاتفعل دلك لانا كانت تحبه.

## روابط خارجية
- إينويشا : أفيكشن توشنج أكروس تايم على موقع IMDb (الإنجليزية)
- إينويشا : أفيكشن توشنج أكروس تايم على موقع نتفليكس (الإنجليزية)
- إينويشا : أفيكشن توشنج أكروس تايم على موقع ألو سيني (الفرنسية)
- إينويشا : أفيكشن توشنج أكروس تايم على موقع أول موفي (الإنجليزية)
- إينويشا : أفيكشن توشنج أكروس تايم على موقع فيلمافينيتي (الإسبانية)
- إينويشا : أفيكشن توشنج أكروس تايم على موقع قاعدة بيانات الفيلم (الإنجليزية)
- إينويشا : أفيكشن توشنج أكروس تايم على موقع ليتربوكسد (الإنجليزية)
- إينويشا : أفيكشن توشنج أكروس تايم على موقع كينوبويسك (الروسية)
- إينويشا : أفيكشن توشنج أكروس تايم على موقع ANN anime (الإنجليزية)